# Эврё (графство)
Графство Эврё (фр. Comté d'Évreux) — небольшое графство на юге Нормандии в Средние века. В настоящее время его территория входит в состав департамента Эр.

## География
Территория графства примерно соответствовала древнему галло-римскому округу Эврецин. Графство было расположено к югу от Сены, вдоль юго-восточной границы Нормандского герцогства, выполняя функции обороны центральных областей Нормандии со стороны Перша, сеньорий Беллем и Дрё, графства Шартр. Административным центром графства был город Эврё. Помимо него на территории графства располагалось несколько важных крепостей, прежде всего Тильер-сюр-Авр и Л’Эгль. Графы Эврё являлись вассалами герцогов Нормандии.

## История
Графство Эврё было создано в 996 году нормандским герцогом Ричардом I для своего незаконного сына Роберта, архиепископа Руана. Потомки Роберта правили на этой территории до начала XII века и принимали деятельное участие в нормандском завоевании Англии. В войнах между сыновьями Вильгельма Завоевателя графы д’Эврё обычно поддерживали королей Англии.
В 1118 году графство перешло под власть Амори III де Монфора, племянника последнего графа из линии потомков архиепископа Роберта. Дом де Монфоров владел обширными владениями не только в Нормандии и Иль-де-Франсе, но и в Англии. В 1195 году Амори VI де Монфор был лишён своих владений королём Франции Филиппом II Августом, а в 1200 году английский король Иоанн Безземельный уступил сюзеренитет над графством Эврё королю Франции. С этого момента графство вошло в состав французского королевского домена.
В 1298 году король Филипп IV Красивый передал графство Эврё в апанаж своему брату Людовику. Его сын, Филипп д’Эврё, женившись на Жанне Французской, наследнице королевства Наварра, стал правителем этого небольшого Пиренейского государства.
Старший сын Филиппа д’Эврё — Карл Злой, король Наварры и граф д’Эврё, играл одну из центральных ролей в политической борьбе во Франции в начальный период Столетней войны. Интриги Карла Злого и его заигрывание с англичанами и восставшими жителями Парижа в 1358 году привели к конфискации графства Эврё французским королём Карлом V, однако вскоре оно было возвращено законному наследнику.
В 1404 году Карл Благородный, сын Карла Злого, продал свои права на графство Эврё королю Франции взамен на пенсион в 12 ливров и титул герцога Немурского.
После 1404 года графство Эврё оставалось в составе домена короля Франции до 1569 года, когда оно было повышено до ранга герцогства-пэрства и передано младшему брату короля Карла IX Франсуа, позднее герцогу Анжуйскому. Со смертью Франсуа титулы графа или герцога д’Эврё были окончательно упразднены.
С 1976 года титулом графа д’Эврё стал пользоваться Мишель Орлеанский, один из младших сыновей Анри, графа Парижского, претендента на французский королевский престол по версии орлеанистов.

## Графы д’Эврё

### Нормандская династия
- 989—1037 : Роберт д'Эврё, незаконнорожденный сын Ричарда I, герцога Нормандии, архиепископ Руана.
- 1037—1067 : Ришар д'Эврё, сын предыдущего
- 1067—1118 : Вильгельм д'Эврё, сын предыдущего

### Дом Монфор-л’Амори
- 1118—1137 : Амори III де Монфор, сын Симона I, сеньора де Монфор-л’Амори и Агнессы, дочери Ричарда д’Эврё.
- 1137—1140 : Амори IV де Монфор, старший сын предыдущего;
- 1140—1181 : Симон III де Монфор, брат предыдущего;
- 1181—1182 : Амори V де Монфор, сын предыдущего;
- 1182—1195 : Амори VI де Монфор, сын предыдущего.

### Капетинги
- 1298—1319 : Людовик д'Эврё, сын Филиппа III, короля Франции
- 1319—1343 : Филипп д’Эврё, сын предыдущего, король Наварры
- 1343—1378 : Карл Злой, сын предыдущего, король Наварры
- 1378?-1404 : Карл Благородный, сын предыдущего, король Наварры

## Герцоги д’Эврё
- 1569—1584 : Франсуа, сын Генриха II, короля Франции, герцог Анжуйский